# アディル・ラミ
Adil Rami (フランス語発音: [adil ʁami]; アラビア語: عادل رامي, 1985年12月27日 - ）は、フランス共和国オート＝コルス県バスティア出身のサッカー選手。トロワAC所属。元フランス代表。ポジションはディフェンダー。モロッコとフランスの二重国籍を持つ。

## 経歴
コルシカ島のバスティア出身で、後にフレジュスへ移った。4人兄弟の3人目で、姉が2人、弟が1人いる。プロデビュー前はアマチュアサッカー選手としてプレーするかたわら、町の整備や清掃をして働いていた。

### クラブ
ESフレジュスでアマチュアとしてプレーしていた時に、負傷した友人の穴を埋めるためにミッドフィルダーからセンターバックにコンバートされた。2006年にリールのトライアルを受け合格し、移籍金1万ユーロで移籍した。

#### リール
リールでは2007年5月19日のAJオセール戦でデビュー。翌月には自身初のプロ契約を、2010年まで結んだ。
2007-08シーズンは開幕レギュラーを勝ちとりFCロリアン戦に出場したものの、膝を負傷。3ヶ月半の間離脱したが、復帰後は1試合を除く全試合に出場した。シーズン終了後には新たに契約を2年延長した。
2008-09シーズンは初戦となったASナンシー戦でいきなりレッドカードを受け退場したものの、レギュラーとしてプレー。2008年10月18日のオリンピック・リヨン戦ではプロ初得点を挙げた。このシーズンは33試合に出場し4得点を挙げ、リールの5位躍進とEL出場権獲得に貢献した。
2009-10シーズンはEL予選のFKセヴォイノ戦でヨーロッパの舞台でのデビューを果たす。9月19日のRCランスとのダービーマッチでは後半ロスタイムに試合を振り出しに戻す、シーズン初得点を挙げた。EL決勝トーナメント1回戦のフェネルバフチェSKとの2ndレグでは、アウェーゴールでリードされた後半40分にリールをベスト16へと導く決勝点を挙げた。
2010-11シーズンは得点こそなかったものの、自身最多の35試合に出場しリーグ2番目に少ない失点数を誇ったリールの守備陣を牽引。リールの2冠に貢献し、ベストイレブンに選出された。

#### バレンシア
2010年1月3日にスペイン・バレンシアCFのウェブサイトで、ラミが移籍金600万ユーロで同チームへ移籍することと、2010-11シーズン終了まではリールにレンタルされ、7月からバレンシアに加入することが発表された。
2013年9月にスーペル・デポルテに掲載されたインタビューで、ミロスラヴ・ジュキッチ監督を批判して、グラナダCF戦で招集外になり、後に1週間の停職と減給処分を受けた。
この問題もあって、2013年10月16日にバレンシアCFから、2014年1月から半年のACミランへの期限付き移籍及びそれまでのACミランでの練習参加許可が発表された。

#### ACミラン
2014年冬、ACミランへレンタル移籍した。
2014年7月、ACミランへの完全移籍が決定。契約は3年間。しかし、フィリッポ・インザーギ監督の元では出場機会は少なく、メディアに不満を漏らすこともあった。

#### セビージャFC
2015年7月、セビージャFCへの移籍が決定。

#### オリンピック・マルセイユ
2017年7月13日、オリンピック・マルセイユに移籍した。
2019年8月13日、マルセイユから解雇された。詳細は発表されていないが、2018-19シーズン終盤に負傷で練習を休んだ当日にテレビに出演、泥レスリングに興じたことが原因と報じられている。

#### フェネルバフチェSK
2019年8月27日、フェネルバフチェSKと1年契約（1年延長オプション）を締結した。

#### ソチ
2020年2月21日、PFCソチに移籍した。

#### ボアヴィスタ
2020年9月4日、ボアヴィスタFCに2年契約で移籍した。

#### トロワ
2021年8月24日、トロワACに1年契約で移籍した。

### 代表
2007年に1度モロッコ代表の招集を受けるも、試合に向けての最終メンバーから漏れる。リーグ・アンで17試合しか出場していないなか、フランス代表のレイモン・ドメネクのサプライズ招集で、3月25日のマリ戦でB代表としてプレーした。その後ロジェ・ルメール監督が就任したモロッコ代表から再度招集されるも、固辞している。2009年3月19日、南アフリカW杯予選のリトアニア戦に初めてフランスA代表として招集を受けた（ただし、出場機会はなし）。2010年8月11日の親善試合ノルウェー代表戦で待望のデビューを果たした。2012年5月27日のアイスランドとの親善試合で、代表初得点となる決勝ゴールを挙げた。地元開催のEURO2016に出場。1次リーグからベスト16のアイルランド戦まで4試合にフル出場した。GLアルバニア戦では終了間際にアントワーヌ・グリーズマンの決勝点をクロスからアシストするなど高パフォーマンスを見せていたが、累積警告で準々決勝を出場停止になって以降決勝まで出番はなかった。2018 FIFAワールドカップのメンバーにも選出された。2022 FIFAワールドカップで母国フランスが決勝でアルゼンチン代表に敗れた際、エミリアーノ・マルティネスがキリアン・エムバペを揶揄したことを痛烈に批判した。

## 個人成績
| クラブ       | シーズン | リーグ戦 | リーグ戦 | カップ戦 | カップ戦 | リーグカップ戦 | リーグカップ戦 | 欧州カップ戦 | 欧州カップ戦 | 合計 | 合計 |
| クラブ       | シーズン | 出場     | 得点     | 出場     | 得点     | 出場           | 得点           | 出場         | 得点         | 出場 | 得点 |
| ------------ | -------- | -------- | -------- | -------- | -------- | -------------- | -------------- | ------------ | ------------ | ---- | ---- |
| ESフレジュス | 2003-04  | 4        | 0        | 0        | 0        | —              | —              | —            | —            | 4    | 0    |
| ESフレジュス | 2004-05  | 24       | 0        | 0        | 0        | —              | —              | —            | —            | 24   | 0    |
| ESフレジュス | 2005-06  | 30       | 0        | 0        | 0        | —              | —              | —            | —            | 30   | 0    |
| 合計         | 合計     | 58       | 0        | 0        | 0        | —              | —              | —            | —            | 58   | 0    |
| リール       | 2006-07  | 2        | 0        | 0        | 0        | 0              | 0              | —            | —            | 2    | 0    |
| リール       | 2007-08  | 24       | 0        | 3        | 0        | 0              | 0              | —            | —            | 27   | 0    |
| リール       | 2008-09  | 33       | 4        | 4        | 0        | 1              | 0              | —            | —            | 38   | 4    |
| リール       | 2009-10  | 34       | 3        | 0        | 0        | 2              | 1              | 13           | 1            | 49   | 5    |
| リール       | 2010-11  | 36       | 0        | 4        | 0        | 2              | 0              | 5            | 0            | 47   | 0    |
| 合計         | 合計     | 129      | 7        | 11       | 0        | 5              | 1              | 18           | 1            | 163  | 9    |
| バレンシア   | 2011-12  | 33       | 2        | 7        | 0        | —              | —              | 13           | 2            | 53   | 4    |
| バレンシア   | 2012-13  | 25       | 0        | 5        | 1        | —              | —              | 6            | 1            | 36   | 2    |
| バレンシア   | 2013-14  | 3        | 0        | 0        | 0        | —              | —              | 1            | 0            | 4    | 0    |
| 合計         | 合計     | 61       | 2        | 12       | 1        | —              | —              | 20           | 3            | 93   | 6    |
| ACミラン     | 2013-14  | 18       | 3        | 2        | 0        | —              | —              | 2            | 0            | 22   | 3    |
| ACミラン     | 2014-15  | 21       | 1        | 1        | 0        | —              | —              | —            | —            | 22   | 1    |
| セビージャFC | 2015-16  | 28       | 0        | 6        | 2        | —              | —              | 1            | 0            | 35   | 2    |
| セビージャFC | 2016-17  | 21       | 0        | 3        | 0        | —              | —              | 7            | 0            | 31   | 0    |
| 通算         | 通算     | 248      | 9        | 23       | 1        | 5              | 1              | 38           | 4            | 314  | 15   |

## 代表歴

### 出場大会
- フランス代表
  - 2018 FIFAワールドカップ

### 試合数
- 国際Aマッチ 36試合 1得点（2010年-2018年）[21]

| フランス代表 | 国際Aマッチ | 国際Aマッチ |
| 年           | 出場        | 得点        |
| ------------ | ----------- | ----------- |
| 2010         | 6           | 0           |
| 2011         | 10          | 0           |
| 2012         | 8           | 1           |
| 2013         | 2           | 0           |
| 2014         | 0           | 0           |
| 2015         | 0           | 0           |
| 2016         | 7           | 0           |
| 2017         | 0           | 0           |
| 2018         | 3           | 0           |
| 通算         | 36          | 1           |

## タイトル

### クラブ
リール
- リーグ・アン : 2010-11
- クープ・ドゥ・フランス : 2010-11

セビージャ
- ヨーロッパリーグ : 2015-16

### 個人
- リーグ・アンベストイレブン : 2010-11